# Johann Hartwig von Nostitz-Rieneck

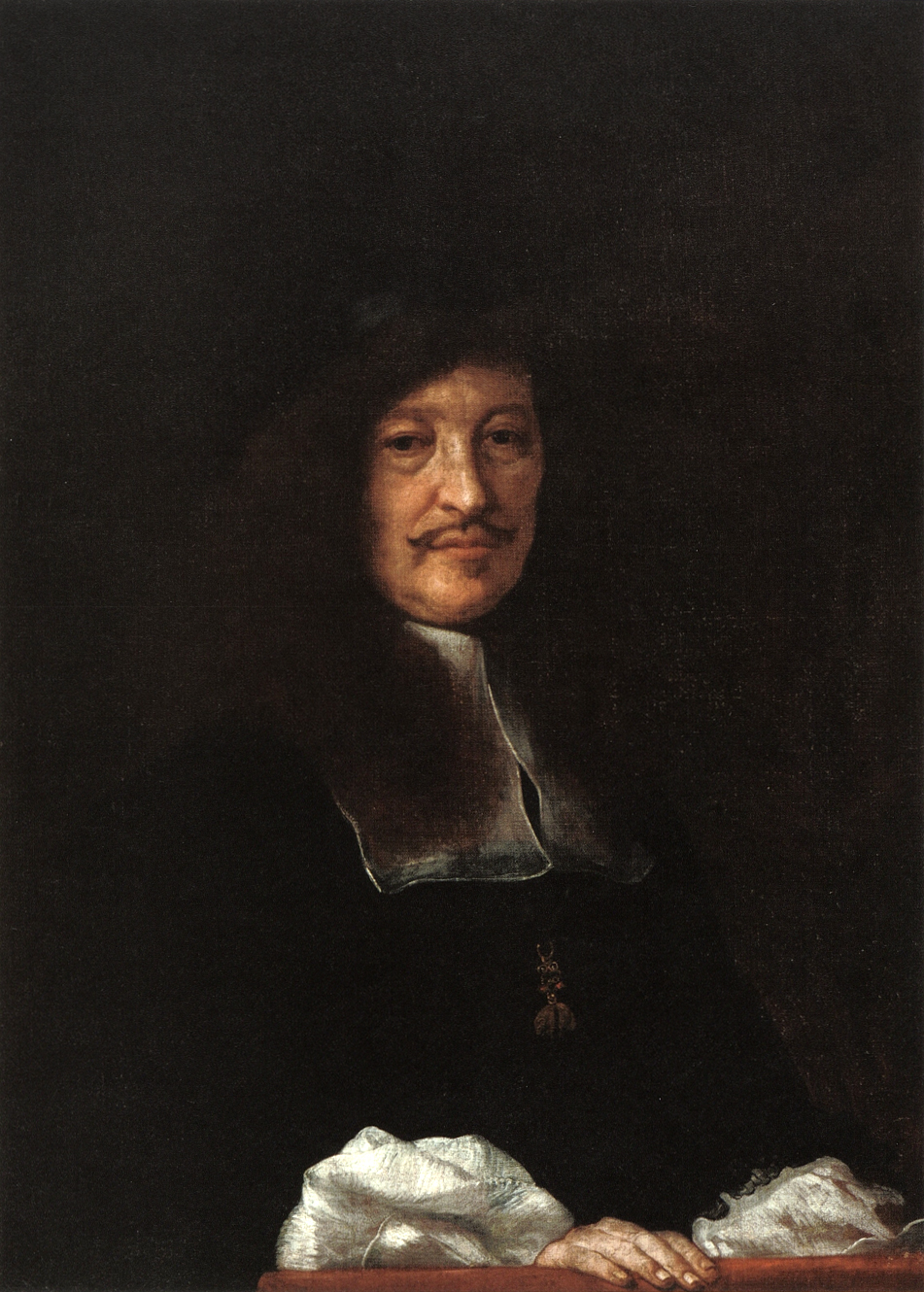
Johann Hartwig von Nostitz-Rieneck, Porträt von Karel Škréta nach 1672

Johann Hartwig von Nostitz-Rieneck (auch Hanns Hartwig von Nostitz, tschechisch Jan Hartvík z Nostic; * 1610 in Kunzendorf, Herzogtum Wohlau; † 23. März 1683 in Wien) war von 1652 bis 1683 Oberstkanzler von Böhmen sowie Geheimrat des Kaisers Leopolds I.

## Leben
Johann Hartwig  entstammte dem Adelsgeschlecht Nostitz. Seine Eltern waren Hans von Nostitz (1562–1619) auf Seifersdorf und Heidersdorf, Landeshauptmann des Herzogtums Wohlau, und Sophia, geb. von Nostitz-Rottenburg auf Neundorf (1582–1656). Die Eltern waren evangelisch-lutherischer Konfession.
Nach dem frühen Tod seines Vaters lebte er zeitweise bei seinem zum katholischen Glauben konvertierten Onkel, dem böhmischen Vizekanzler und Freiherrn Otto von Nostitz (1574–1630). Dieser hatte 1628/29 seine Güter Falkenau und Groß Tschochau in Böhmen zu einem Fideikommiss vereinigt und seinen Neffen Johann Hartwig von Nostitz auf Seifersdorf und Heidersdorf nebst dem Privileg des alten Herrenstandes als Universalerben in seinem Testament vom 16. April 1630 bestimmt, unter der Bedingung, dass er katholischen Glaubens sein müsse. Nach dem Tod Ottos erbte Johann Hartwig – mittlerweile zum Katholizismus konvertiert – 1631 neben dem Majoratsgut Falkenau und Tschochau auch die Güter Heinrichsgrün, Littmitz, Hlinay nebst Staditz, Suchay, Morowan und Habrowan, wie auch den Adelsrang.
Nostitz studierte Rechtswissenschaften u. a. in Siena.
Erst 1638 hielt er in seine Falkenauer Residenz feierlichen Einzug. Der Kaiser hatte ihn neben Philipp von Hertenberg auf Pichlberg zum Hauptmann des Elbogener Kreises, zu dem die Herrschaft Falkenau gehörte, bestellt.

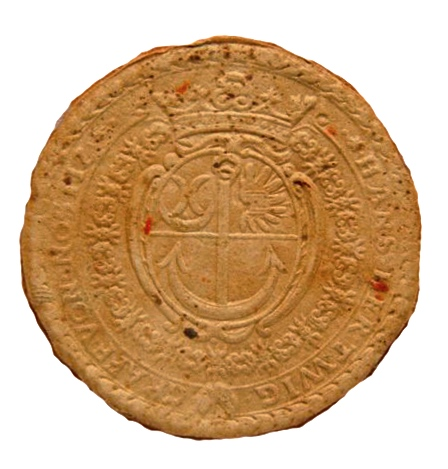
Siegel des Johann Hartwig von Nostitz-Rieneck als Oberstkanzler von Böhmen 1652–1683

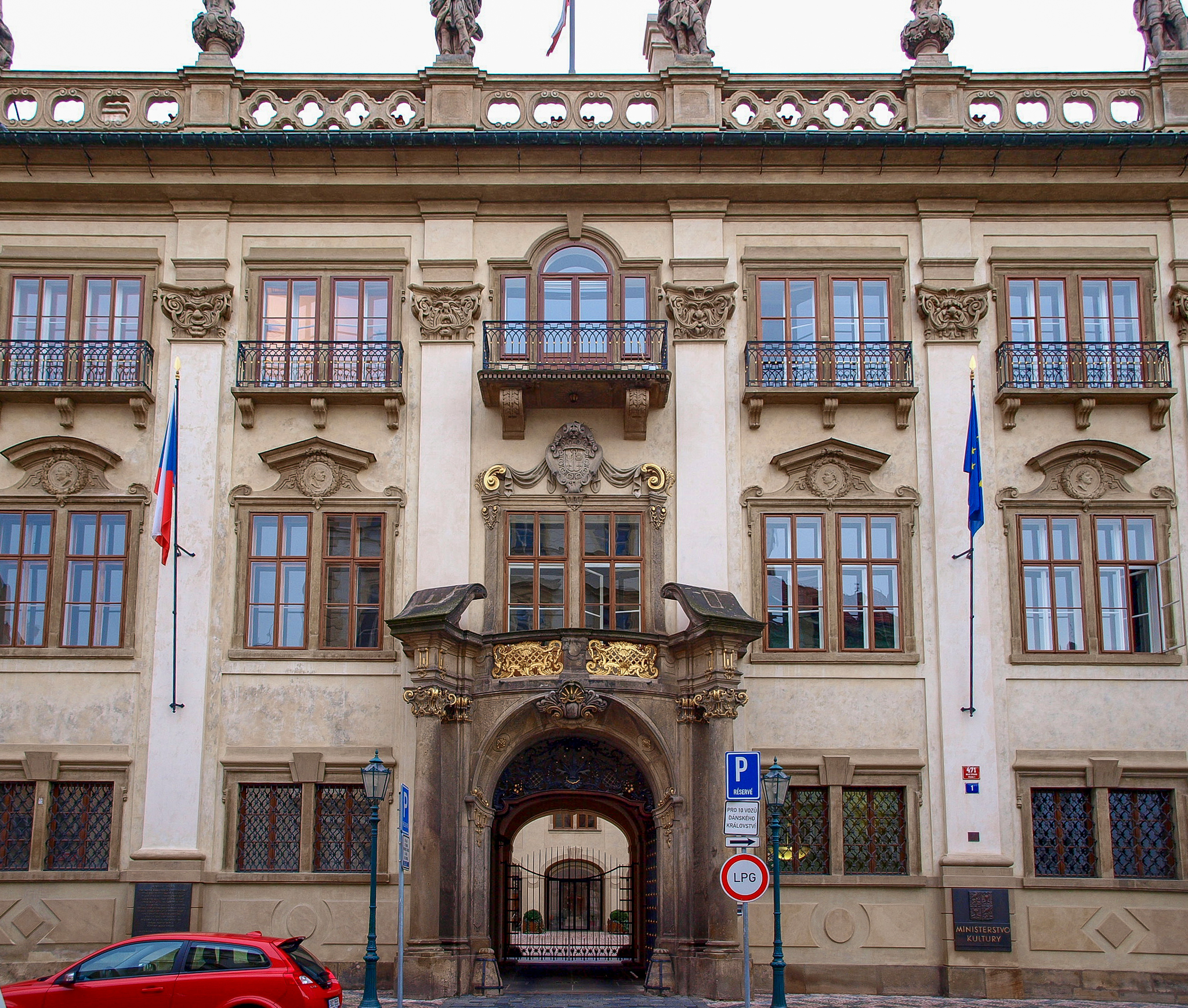
Palais Nostitz in Prag

1644 wurde er zum Präsidenten der Prager Appellationskammer und 1650/51 zum böhmischen Oberstlandrichter und Oberstlandkämmerer ernannt.
Seit 1652 prägte er als strenger Katholik für fast 30 Jahre als Oberstkanzler die Rekatholisierung Böhmens. Besonders in seinen Herrschaften trieb er die Gegenreformation voran. So gründete er etwa das Kapuzinerkloster in Falkenau, wo er 1671 die Pfarrei zur Erzdechantei erhob. Zudem setzte er sich für die Reorganisation des Wirtschafts- und Finanzwesens der böhmischen Landespolitik ein. Zugleich gehörte er als Geheimrat zum inneren Kabinett des Kaisers Leopold I.
Am 6. Mai 1646 wurde er zum böhmischen Grafen geadelt, es folgte am 9. Mai 1651 die Standeserhöhung zum Titularreichsgraf. Am 5. Februar 1652 wurde er zum Oberstkanzler von Böhmen und zum Geheimrat berufen, 1671 folgte die Ernennung zum Ritter des Ordens vom Goldenen Vließ.
1662 erwarb er Türmitz. Auch Pakoměřice und Libesnitz sowie Groß Bascht und Mieschitz unweit Prag gehörten ihm.
Im Jahre 1666 ging der Besitz von Stadt und Grundherrschaft Graslitz an ihn über. Im Jahre 1671 begann er auch in diesem Herrschaftsbereich die Gegenreformation durchzuführen. Er stellte die fast durchweg evangelische Bevölkerung vor die Wahl, sich entweder zum katholischen Glauben zu bekennen oder auszuwandern. Zwischen 1671 und 1676 verließen daraufhin zwei Drittel der Bewohner, etwa 2000 Menschen, die Herrschaft Graslitz und zogen als Exulanten über die nahe Grenze zumeist nach Sachsen.
1675/1676 gründete er in Silberbach bei Graslitz das erste Messingwerk Böhmens. 1667 ging auch die Herrschaft Saar, die seinem Schwiegervater gehört hatte, in seinen Besitz über.
1673 erwarb er vom Mainzer Kurfürsten Erzbischof Lothar Friedrich von Metternich-Burscheid den nördlichen Teil der Reichsgrafschaft Rieneck, führte von da an den Namen von Nostitz-Rieneck und erwarb damit den Titel eines Reichsgrafen. Ausschlaggebend für den Kauf waren Sitz und Stimme im Fränkischen Reichsgrafenkollegium des Reichstages und im Fränkischen Reichskreis, die mit der Grafschaft Rieneck verbunden waren. Der Graf besuchte Rieneck nie. Die einzigen, die je ihren Besitz in Augenschein nahmen, waren seine beiden Söhne Anton Johann und Wenzel Desiderius, die am 9. Juli 1684 nach Rieneck kamen, um sich nach dem Tod ihres Vaters huldigen zu lassen.
Nostitz kaufte ein Palais in Wien, erbaute nach 1662 das Prager Palais Nostitz und legte den Grundstock für die berühmte Nostitzsche Gemäldesammlung.

## Familie
Johann Hartwig von Nostitz heiratete in erster Ehe 1651 Maria Katharina Sahrer von Sahr († 1658). Aus dieser Ehe gingen fünf Kinder hervor, die früh starben.
In zweiter Ehe heiratete er Eleonora Maria Popel von Lobkowitz († 1681). Dieser Ehe entstammten die Söhne
- Anton Johann von Nostitz-Rieneck (1659–1736), Burggraf von Eger sowie Oberstmarschall von Böhmen; war mit Theresia von Herberstein verheiratet.
- Wenzel Desiderius von Nostitz-Rieneck (1662–1700); heiratete am 29. Februar 1692 Maria Elisabeth Kinsky von Tettau (1670–1737)

## Wappen

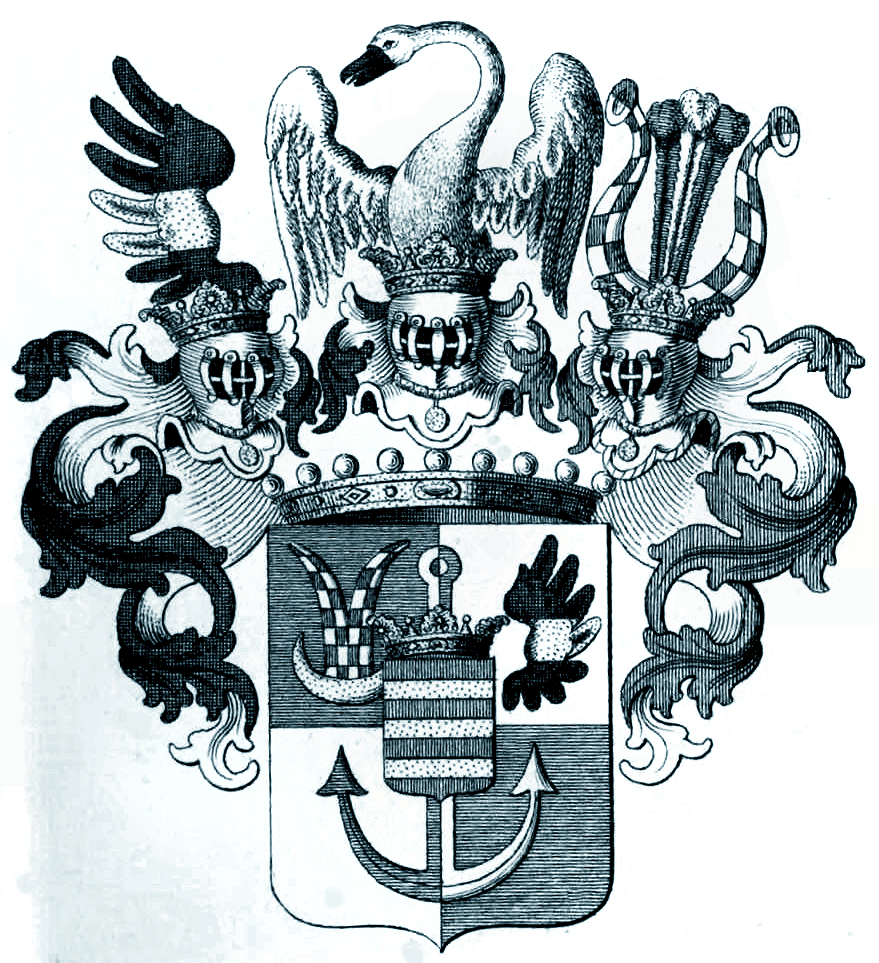
Wappen der Grafen von Nostitz und Rieneck

1651: Quadrierter Schild mit gekröntem roten Herzschild, darin drei goldene Balken (Grafschaft Rieneck). Im ersten Feld in Blau auf goldnem Halbmond zwei auswärtsgekrümmte, rot und silbern geschachtete Hörner mit den Spitzen nach unten. Im zweiten Feld in Silber ein schwarzer Adlerflügel belegt mit einem goldenen Balken. Auf der Schildesteilung liegt ein Anker, der unten im dritten silbernen Felde blau, im vierten, blauen aber golden ist. Eine Grafenkrone bedeckt den Schild, darauf ruhen drei gekrönte Helme. Auf dem rechten mit schwarz-silbernen Decken der mit dem Balken belegte Adlerflügel, auf dem mittleren mit rechts schwarz-silbernen, links rot-silbernen Decken ein flugbereiter silberner Schwan (Rieneck), auf dem linken mit rot-silbernen Decken zwei von Silber und Rot geschachtete Büffelhörner, dazwischen drei Straußenfedern blau, golden und blau.